# The Collection (film)
The Collection è un film del 2012 diretto da Marcus Dunstan.
Pellicola horror sceneggiata dal regista Marcus Dunstan con Patrick Melton, seguito del film The Collector.

## Trama
Quando gli amici di Elena la portano a una festa segreta in un luogo segreto, non avrebbe mai immaginato che sarebbe diventata l'ultima vittima di The Collector, un assassino psicopatico. Il collezionista la rapisce e la porta in un albergo abbandonato che ha trasformato nel suo labirinto privato di tortura e morte. Dopo aver appreso della scomparsa di sua figlia, il ricco padre di Elena ingaggia un gruppo di mercenari per recuperarla dalla presa viziosa di The Collector. Questi mercenari costringono Arkin, l'unico uomo ad essere scampato all'ira di questo mostro efferato, a condurli attraverso il raccapricciante labirinto. Ora, Arkin si ritrova a lottare per salvare Elena.
Una volta salvata Elena - col sacrificio di tutta la banda di mercenari - Arkin, scoprirà dove si trova la vera residenza di The Collector. Il sopravvissuto lo affronta direttamente e lo imprigiona in una cassa dicendogli che ucciderlo sarebbe troppo facile, per questo gli farà passare tutte le sofferenze che ha passato lui.

## Distribuzione
È stato distribuito il 30 novembre del 2012. Nel Regno Unito il film è uscito il 29 aprile del 2013.

## Accoglienza

### Critica
Il film ha avuto giudizi sia negativi che positivi dalla parte della critica. Su Metacritic ha avuto un punteggio di 56 su 100, sulla base di 15 critici. Su Rotten Tomatoes ha avuto una percentuale di 37% sulla base di 49 recensioni, con una valutazione media di 4.1/10.

### Incassi
Nella sua prima settimana di proiezione il film ha incassato 3.104.269 dollari, circa 500.000 in meno rispetto alla prima settimana del suo predecessore. In totale ha incassato 6,8 milioni di dollari, mentre il predecessore ne ha incassati 7,7 milioni.

## Sequel
Nel maggio 2019 viene confermato un ulteriore sequel del film, inizialmente denominato The Collector 3 e in seguito ribattezzato come The Collected.